# Міжнародний форум оборонних індустрій
Міжнародний форум оборонних індустрій (DFNC1) (англ. International Forum of Defense Industries) — ініціатива президента України Володимира Зеленського задля побудови необхідного арсеналу для забезпечення безпеки. Перший форум відбувся 29 вересня 2023 року у Києві, його відвідали більш ніж 30 країн та 250 оборонних компаній світу, серед яких американська Raytheon, французькі Nexter і MBDA, турецька Baykar Makina, німецька Rheinmetall AG та інші. Також на форумі виступив генеральний секретар НАТО Єнс Столтенберг.
Мета форуму — об'єднати українських та іноземних виробників зброї для спільного і тривалого системного зміцнення обороноздатності світу, зокрема України. Учасники зможуть обмінятися технологіями, досвідом системного обслуговування та ремонту техніки, домовитися про налагодження спільного виробництва, посилення оборонного потенціалу як України, так і союзників на основі технологій та зброї зразків НАТО.

## Передумови
З початку російського вторгнення в Україну у 2022 році, країни НАТО і ЄС надають різну військову допомогу. Цей список включає в себе постачання зброї, обладнання, навчання, розвідку, лікування солдатів, логістичну підтримку, а також фінансову допомогу українському уряду, якщо вона не призначена для гуманітарних цілей.
За даними Кільського університету, найбільше допомоги (військової, фінансової та гуманітарної) Україні надали Європейський Союз та його країни, тоді як найбільше військової допомоги надали Сполучені Штати Америки.
Рішення про те, які види озброєнь можуть бути поставлені, змінювалися з часом. Спочатку існувала низка російських попереджень про «червоні лінії» щодо постачання певних видів летальних озброєнь. З часом деякі з цих «червоних ліній» були розмиті і зникли, що дозволило постачати зброю без особливих погроз військової відплати або наслідків для постачальника.
Деякі країни НАТО і союзники, такі як Німеччина і Швеція, змінили свою попередню політику щодо надання наступальної військової допомоги на підтримку України, а Європейський Союз вперше в своїй історії надав летальну зброю через свої інституції.
Надання військової допомоги координувалося на щомісячних зустрічах у рамках Контактної групи з питань оборони України протягом усієї війни. Перша зустріч між 41 країною відбулася 26 квітня 2022 року, а на останньому засіданні 14 лютого 2023 року коаліція складалася з 54 країн (усі 30 країн-членів НАТО та 24 інші країни). Усі країни-члени ЄС надали військову допомогу як індивідуально як суверенні країни, так і колективно через інституції ЄС, за винятком трьох країн (Угорщина, Кіпр і Мальта), які вирішили не надавати військову допомогу індивідуально як суверенні країни.

## Історія
Вперше про форум Володимир Зеленський розповів 23 серпня 2023 року на спільній з премʼєр-міністром Фінляндії Петтері Орпо пресконференції в Києві. 16 вересня Зеленський повідомив, що «інтерес до форуму дуже високий і вже 86 провідних оборонних компаній з 21 країни підтвердили свою участь у заході», а вже 25 вересня міністр закордонних справ України Дмитро Кулеба заявив, що участь у форумі підтвердили 165 оборонних компаній з 26 країн.

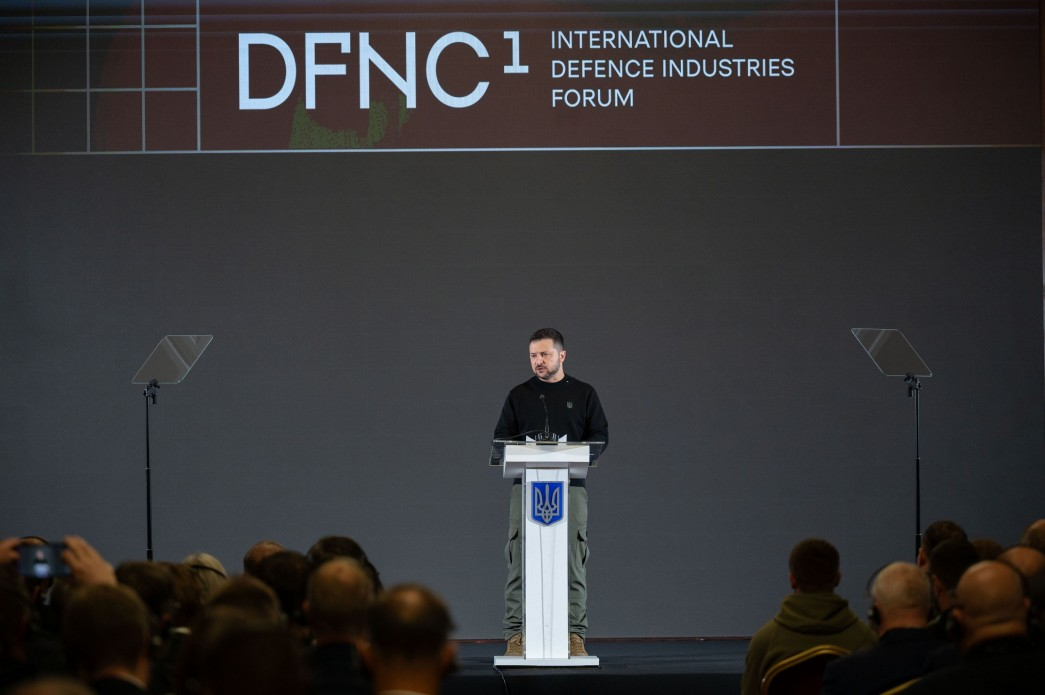
Володимир Зеленський під час виступу на Міжнародному форумі оборонних індустрій

У день проведення форуму, 29 вересня, Володимир Зеленський оголосив про створення Альянсу оборонних індустрій, до якого можуть приєднатися виробники зброї та військової техніки з усього світу, та першого у світі флоту морських дронів.

| Ми розробили відповідну базову декларацію як основу Альянсу, до неї можуть приєднатись виробники зброї та військової техніки в усього світу, які поділяють наш намір дати захист від агресії в ризикованих умовах сучасності. |
| — Володимир Зеленський |

## Учасники
Перший Міжнародний форум оборонних індустрій (DFNC1) обʼєднав у Києві 252 компанії з понад 30 країн, які виробляють повний спектр озброєння, військової техніки та оборонних систем. Форум спільно організували три міністерства: Міністерство з питань стратегічних галузей промисловості, Міністерство оборони та Міністерство закордонних справ.
Участь у заході взяли виробники танків, артилерії, дронів, боєприпасів, розробники інноваційного програмного забезпечення та власники унікальних складних технологій з держав-партнерів. Також до форуму долучилися українські державні та приватні підприємства оборонно-промислового комплексу – як розгалужені групи компаній, так і defence-tech стартапи.
Форум відкрив президент Володимир Зеленський. Перед учасниками форуму виступили прем’єр-міністр Денис Шмигаль, міністр оборони Рустем Умєров, міністр закордонних справ Дмитро Кулеба, міністр з питань стратегічних галузей промисловості Олександр Камишін, голова ОП Андрій Єрмак. Раніше до Києва з неоголошеними візитами прибули генеральний секретар НАТО Єнс Столтенберґ, новий міністр оборони Великої Британії Грант Шаппс і міністр оборони Франції Себастьян Лекорню.

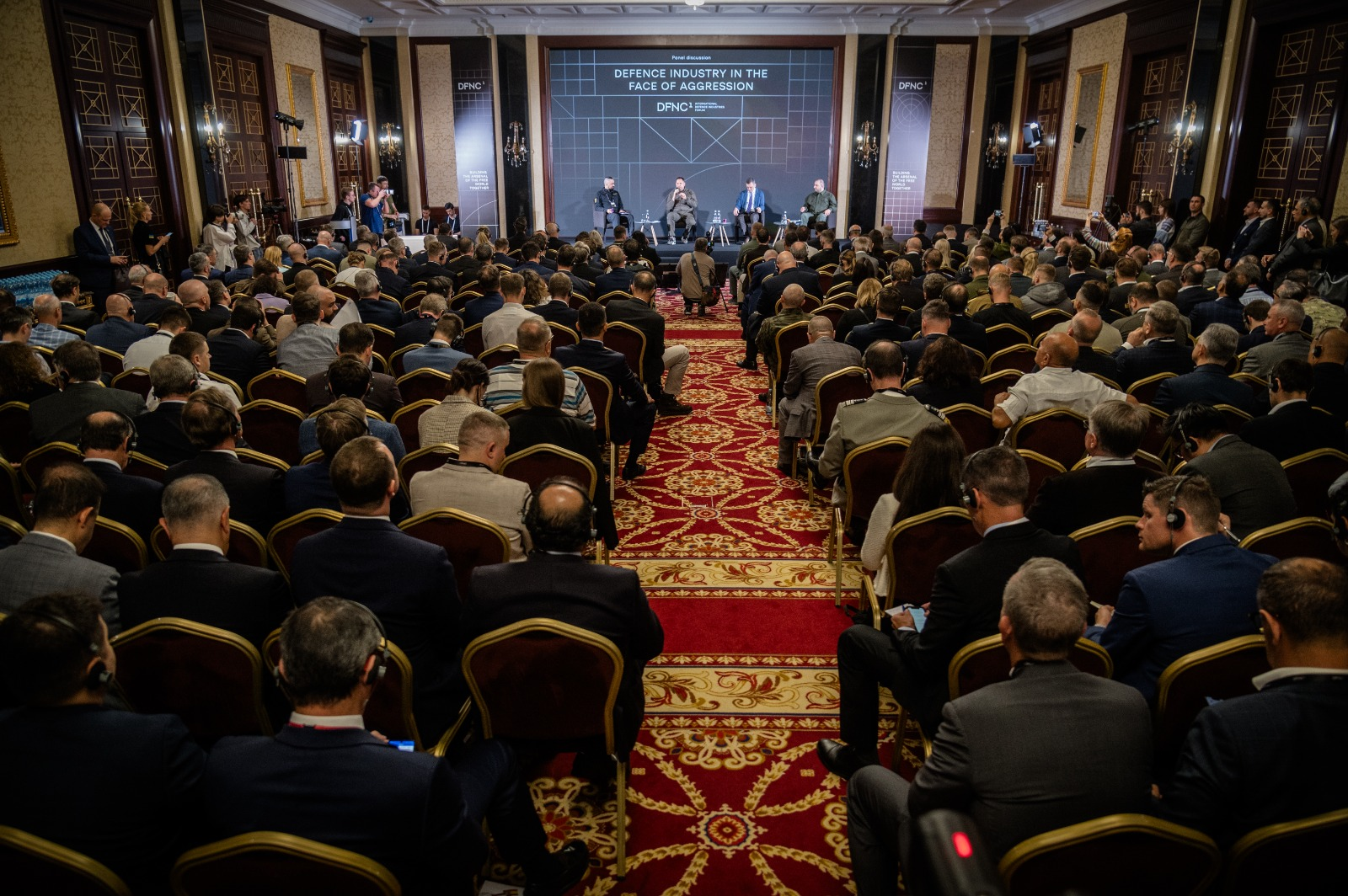
Учасники форуму

Зі спеціальними відеозверненнями виступили генеральний секретар НАТО Єнс Столтенберг, високий представник ЄС із закордонних справ та політики безпеки Жозеп Боррель та представники країн-партнерів. Виступив з промовою Ерік Шмідт, засновник Schmidt Futures. Почесними спікерами форуму стали міністр оборони Словаччини Мартін Скленар та заступниця генерального секретаря НАТО Венді Гілмор.
Серед виробників зброї, учасниками форуму були генеральний директор французького оборонного виробника Nexter Group Ніколя Шамуссі, віцепрезидент з ведення бізнесу наземного озброєння та протиповітряного захисту американської компанії Raytheon Сем Денеке, директор з експортних продажів групи MBDA Флорант Дюлье, генеральний директор турецької Baykar Makina Халюк Байрактар, директор з організації міжнародних стратегічних програм Rheinmetall AG Максіміліан Фрох та інші.

## Результати
В рамках форуму українська сторона підписала 20 документів з іноземними партнерами. Йдеться про угоди та меморандуми про виготовлення дронів, ремонт та виробництво бронетехніки та боєприпасів. Серед форматів співпраці – спільне виробництво, обмін технологіями, постачання комплектуючих.
Про плани побудувати оборонні підприємства в Україні заявила Австралія, вона планує організувати виробництво безпілотників, а Чехія розглядає виробництво в Україні гвинтівок CZ Bren 2 і машин Tatra.
За результатами форуму стало відомо, що турецька компанія Baykar Makina інвестує в Україну 100 млн доларів для реалізації трьох проєктів. Про це розповів генеральний директор компанії Халюк Байрактар:

| У нас в Україні три основні інвестиції – завод, сервісний центр, а також головний офіс тут. Це інвестиція, яка становить близько $100 мільйонів, і процес уже пішов. |
| — Халюк Байрактар |

Державне підприємство «Антонов» уклало угоду з французькою компанією Turgis & Gaillard про виробництво багатофункціональних безпілотників на базі французького Aarok. Угоду підписали під час візиту міністра збройних сил Франції Себастьяна Лекорню в Україну на Міжнародний форум оборонних індустрій. До Києва він приїхав з представниками приблизно 20 французьких компаній, які спеціалізуються на виробництві військової техніки.
Німецький концерн Rheinmetall та «Українська оборонна промисловість» утворили спільне підприємство. Воно буде здійснювати обслуговування та ремонт техніки, поставленої партнерами Україні.